# Kamocka Wola
Kamocka Wola is een plaats in het Poolse district  Piotrkowski, woiwodschap Łódź. De plaats maakt deel uit van de gemeente Aleksandrów en telt 100 inwoners.